# 10607 Amandahatton
10607 Amandahatton è un asteroide della fascia principale. Scoperto nel 1996, presenta un'orbita caratterizzata da un semiasse maggiore pari a 2,6486485 UA e da un'eccentricità di 0,1879541, inclinata di 13,83425° rispetto all'eclittica. Misura circa 5,5 km di diametro.
L'asteroide è dedicato a Amanda H. Hatton (1967), figliastra dello scopritore Paul G. Comba.